# Strijkkwartet nr. 5 (Beethoven)
Het Strijkkwartet Nr. 5 in A groot, opus 18/5  is een vierdelige compositie voor strijkkwartet van Ludwig van Beethoven, die in 1799 voltooid werd. Bijzonderheid is dat het kwartet vergaand gemodelleerd lijkt op het Kwartet in A van Mozart KV464.

## Ontstaan
Gratie en ongedwongenheid zijn trefwoorden die de Mozartiaanse sfeer van het openingsdeel goed beschrijven. De opbouw (de volgorde en benaming van de delen) is dezelfde als die van KV 464 met in beiden het zwaartepunt in het (door de variaties) langste deel: het Andante. Van Beethoven zijn uitspraken bekend waaruit blijkt dat hij dit kwartet zeer bewonderde. Die voorkeur zal niet toevallig zijn. Het eerste deel van KV 464 is ook binnen deze set door Mozart aan Haydn opgedragen kwartetten, een van de meest complexe met een volwaardige sonatevorm onderliggend aan de schijn van nonchalante vlotheid. Moderne oren treft het nauwelijks, maar in die (klassieke) periode was het ongewoon dat het derde deel (in dit geval bovendien geen scherzo of dans maar een (langzaam) thema met variaties) relatief lang is; en wellicht heeft dat aspect van KV464 Beethoven juist als voorbeeld aangesproken: ook hij komt met een thema met variaties in een langzaam tempo (Andante cantabile). De melodie waarop Beethoven varieert is overigens veel minder aantrekkelijk dan die van Mozart (of dan die van een verwant - Mozart wellicht weer ten voorbeeld dienend - langzaam variatiedeel van Haydn: Haydns opus 20 nr. 4).

## Delen
| opus 15/5 Strijkkwartet Nr 5 (Beethoven) | opus 15/5 Strijkkwartet Nr 5 (Beethoven) | opus 15/5 Strijkkwartet Nr 5 (Beethoven) | opus 15/5 Strijkkwartet Nr 5 (Beethoven) | opus 15/5 Strijkkwartet Nr 5 (Beethoven) | opus 15/5 Strijkkwartet Nr 5 (Beethoven) | opus 15/5 Strijkkwartet Nr 5 (Beethoven) |
| Opus                                     | deel                                     | Aanduiding                               | Maatsoort                                | Toonsoort                                | Duur                                     | Opmerking                                |
| ---------------------------------------- | ---------------------------------------- | ---------------------------------------- | ---------------------------------------- | ---------------------------------------- | ---------------------------------------- | ---------------------------------------- |
| 18/4                                     | I                                        | Allegro                                  | 6/8                                      | A                                        | ca 6' 57                                 |                                          |
|                                          | II                                       | Menuetto                                 | 3/4                                      | A                                        | ca 4' 20                                 |                                          |
|                                          | III                                      | Andante cantabile                        | 4/2                                      | D                                        | ca 9' 51                                 |                                          |
|                                          | IV                                       | Allegro                                  | 4/2                                      | A                                        | ca 6' 44                                 |                                          |

1. Met vaart presenteren zich in 6/8 maat en in klassieke sonatevorm de lichtvoetige thema’s
2. Een geslaagd dansdeel met als trio een levendige melodie in de eerste viool
3. Variatiedeel . Op zich vrij karige melodie gevolgd door 5 variaties in majeur met een coda (Adagio met pianissimo nogmaals de melodie)
4. Sonate in Alla Breve maat met een snel dansant motief wat even later verrassend met een pianissimo tweede koraalachtig motief wordt afgewisseld. Dit heeft een parallel in KV454 (zie noten voorbeeld) met ook een koraalachtige melodie in het slotdeel. Verrassend weer een piano slotakkoord.